# Крушение TGV у Экверсайма
Крушение TGV у Экверсайма — катастрофа поезда TGV Duplex, произошедшая 14 ноября 2015 года вблизи коммуны Экверсайм (Эльзас, Франция) на новой сооружаемой высокоскоростной линии Париж — Страсбург входящей в LGV Est. В результате происшествия погибло 11 человек и 42 человека получили ранения.

## Предпосылки
Во Франции действует сеть скоростных железных дорог под названием TGV (Train a Grande Vitesse). В 2007 году высокоскоростной французский поезд V150 установил во время испытаний новый скоростной рекорд среди колесных поездов, развив скорость в 574,8 км/ч.
Участок Париж - Страсбург являлся завершающим в сети скоростных железных дорог. Его первая фаза длиной в 300 километров была закончена в 2007 году, вторая фаза длиной в 106 километров должна была быть полностью запущена в 2016 году.
До основного запуска второй ветки, запланированного на апрель 2016 года, проводились тестовые испытания по обкатке линии и проверки технических параметров.

## Ход событий
Двухэтажный электропоезд Dasye 744 14 ноября 2015 года тестировал вторую секцию высокоскоростной линии Париж — Страсбург. Испытания проводились под руководством железнодорожной инжиниринговой компании Systra (дочерняя компания SNCF). Поезд из восьми вагонов следовал с запада на восток, в нем находилось 53 человека: технический персонал SNCF и Systra, а также друзья и родственники, среди которых было четверо детей.
Сход поезда произошёл в 15:06 в кривой до виадука над каналом на скорости около 350 км/час, но эту скорость опровергал машинист поезда, который утверждал, что скорость составляла 176 км/час и не превышала максимальную для данного участка пути. После схода головной вагон ударился о парапет виадука и загорелся, остальные вагоны упали в междупутье, часть из них по инерции обрушилась в канал Марна — Рейн.
После происшествия на место прибыли более 100 жандармов, медики скорой помощи, более 290 пожарных, около ста спасателей Красного Креста и Гражданской защиты. Тяжелораненые были перемещены в больницу коммуны Экверсайм с помощью вертолёта. На базе школы Экверсайма был устроен полевой госпиталь с палатками для оперативного осмотра легкораненых и пострадавших психологически. 
В течение нескольких часов на место происшествия прибыли министр экологии, устойчивого развития и энергетики Франции Сеголен Руаяль, государственный секретарь по вопросам транспорта, моря и рыболовства Ален Видал и президент SNCF Гийоме Пепи.
Спасательная операция продолжалась в общей сложности 30,5 часов. По оценкам пожарных, расходы на спасательную операцию составили 100 000 евро.
Рядом с местом аварии позднее была установлена памятная стела. 
Движение поездов на втором участке восточноевропейской высокоскоростной линии между Бодрекуром и Венденхаймом было открыто 3 июля 2016 года, но повреждённые пути были закрыты до декабря 2016 года.

## Результаты расследования
До крушения поезда в ноябре 2015 года ни одно из происшествий с поездами TGV, происходивших во Франции, не имело столь серьёзных последствий и человеческих жертв. В результате крушения погибло 11 человек, 16 было ранено (в т.ч. 3 чел. с тяжелыми травмами). Среди погибших был и один человек, проходивший мимо места крушения.
Было проведено три расследования: судебное, расследование Бюро по расследованию происшествий на наземном транспорте (BEA-TT) и внутренне расследование. На месте аварии были обнаружены «черные ящики».
Внутреннее расследование SNCF выявило вход поезда в поворот на скорости 265  км/ч, что превышает скорость опрокидывания поезда. Также было установлено, что в момент аварии в кабине поезда находилось семь человек вместо разрешенных правилами четырех. 
В отчете BEA-TT было указано, что причиной аварии стала чрезмерная скорость на крутом повороте радиусом 945 м, которая возникла из-за неверно выбранной стратегии торможения. Перед входом в кривую вблизи места пересечения нового участка с действующей линией поезд должен был снизить скорость до 176 км/ч, однако машинист слишком поздно применил торможение.
Судебное расследование показало, что тестовый поезд двигался со скоростью 265 км/ч на въезде на поворот, расположенный перед местом аварии, при ожидаемой скорости 176 км/ч. И в точке схода с рельсов, расположенной через 200 метров, скорость составляла 243 км/ч, что превышало безопасные нормативы скорости. В отчете, представленном в октябре 2017 года, также было указано на ряд критических замечаний при организации и выполнении теста линии. Среди них: недостаточная подготовка персонала, ответственного за проведение испытаний на превышение скорости, отсутствие координации с SNCF и инструктажей по подготовке испытаний. Как выяснили следователи, специалисты компании Systra попросила команду провести испытания на превышение скорости на 10% больше проектной скорости линии, а не маркетинговой скорости. Поэтому испытание на скорости 330 км/ч было подтверждено вместо 187 км/ч без обоснования или информирования персонала, проводящего испытания.
Также в отчете указывается, что вес пассажиров увеличивал риск схода с рельсов из-за поднятия центра тяжести поезда. В приложении эксперты также указали на аномально низкое давление в общей магистрали аварийного тормоза, при этом указав, что это не могло критически повлиять на эффективность торможения.
3 сентября 2021 года Прокуратура Парижа потребовала передать под суд SNCF, Systra и SNCF Réseau, а также трех их сотрудников по обвинению в «травмах и непредумышленном убийстве, вызванных неуклюжестью, неосторожностью, халатностью или нарушением обязательств по обеспечению безопасности».
10 октября 2024 года был вынесен приговор, в котором суд признал вину трех компаний и двух из трех обвиняемых сотрудников. SNCF была оштрафована на 400 000 евро, SYSTRA на 225 000 евро и SNCF Réseau на 150 000 евро. Машинист был приговорен к семи месяцам условно, руководитель транспортно-тяговой компании, ответственный за указание машинисту точек торможения, получил 15 месяцев условно. Третий обвиняемый, ответственный за информирование водителя об особенностях трассы, был оправдан. 

## Фотогалерея
- Мост через канал Марна — Рейн
- Скоростная железная дорога Париж — Страсбург